# Шергі
Шергі — найбільший з островів Керкенна біля східного узбережжя Тунісу, в затоці Габес. У перекладі з арабської назва означає «східний», на відміну від основного острова архіпелагу Гарбі (тобто, «західний»). На острові розташоване головне місто архіпелагу Ремла.